# Storkerson Peninsula
Storkerson Peninsula är en halvö i Kanada.   Den ligger i territoriet Nunavut, i den norra delen av landet, 3 400 km nordväst om huvudstaden Ottawa.
Trakten runt Storkerson Peninsula är permanent täckt av is och snö. Trakten runt Storkerson Peninsula är nära nog obefolkad, med mindre än två invånare per kvadratkilometer.